# アルカディコ橋
アルカディコ橋（希: Γέφυρα του Αρκαδικού, 英: Arkadiko Bridge）またはカザルマ橋（希: Γέφυρα της Καζάρμας, 英: Kazarma Bridge）は、ギリシャはペロポネソス半島のティリンスからエピダウロスへ向かう道の近くにあるミケーネ時代の橋。エーゲ文明の時期に作られたもので、実際に使用されている最古の橋のひとつ。
この持送りアーチの橋はミケーネ時代に軍用道路ネットワークの一部として機能していた。幅約1メートルの渠を持ち、典型的なミケーネ式のサイクロピアン構造で作られている。長さは22メートル、基礎の幅は5.6メートル、高さが4メートルとなっている。上部の路面幅は2.5メートル。精巧に作られた橋と続く道路はチャリオットの往来を想定して作られたものであることを示している。後期ギリシア青銅器時代（Late Helladic III）後期（紀元前1300年から紀元前1190年）に作られたものと推定される。この橋は現在も地元住民に使用されている。

## アルゴリダ県にある他のミケーネ時代の橋について

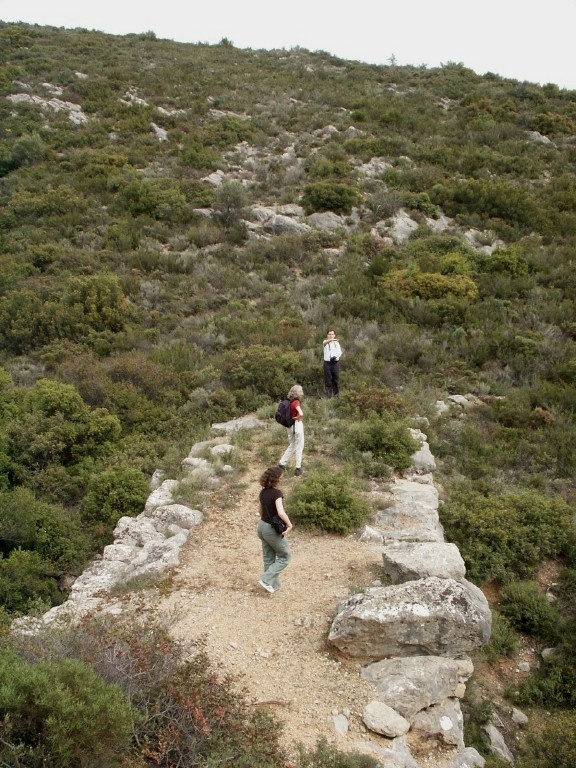
アルカディコ橋とは別のミケーネ時代の橋

アルカディコ橋は付近に4つあるミケーネ時代の持送りアーチの橋の中のひとつである。これらすべては2つの都市を結ぶ青銅器時代の幹線道路の一部に組み込まれている。ペトロゲフィリ橋（Petrogephyri）はアルカディコ橋の西1キロの地点で同じ川を横切っている。おおむね似た大きさと構造を持っているが全長はアルカディコ橋よりも長く、アーチは高い。同様に現在も地元住民に使用されている。
保存状態のいい5つ目のミケーネ時代の橋はリコトロウピ（Lykotroupi）の開けた場所にある。この場所もかつてはアルカディコ橋とはまた別のミケーネの幹線道路だった。アルカディコ橋とほぼ同じ5.2メートル幅の基礎、路面は2.4メートル幅、そして幅1メートル強の渠を持つ。こちらの縁石の造りもやはりチャリオットの往来を意識したものになっている。

## 関連文献
- Anton Jansen: "Bronze Age Highways at Mycenae", Classical Views, XLI, n.s. 16 (1997), 1–16